# 아시카가 요시하루

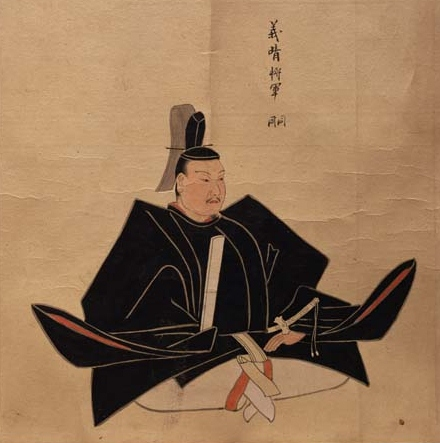
아시카가 요시하루 상

아시카가 요시하루(일본어: 足利義晴, 1511년 ~ 1550년)는 일본 센고쿠 시대에 재위한 무로마치 막부 제 12대 쇼군이다. 11대 쇼군 아시카가 요시즈미(足利義澄)와 히노 도미코(日野富子)의 조카딸 사이의 장남이다.

## 생애

### 쇼군 취임
에이쇼 5년(1508년), 오우치 요시오키(大内義興)가 제 10대 쇼군 아시카가 요시타네를 옹립하고 상락하자, 요시하루의 부친 요시즈미는 교토에서 도망쳐 오미의 롯카쿠 다카요리(六角高頼)에게 몸을 의탁하게 되었다. 망명 생활 중인 에이쇼 8년(1511년) 3월 5일 요시하루가 태어났으나, 부친 요시즈미는 그 해 8월 14일에 구쓰키(朽木)에서 사망하였다. 에이쇼 10년(1513년) 2월 14일에는 요시타네 진영과 요시즈미 진영이 화해하고, 요시타네의 쇼군직이 확정되었다. 이 때문에, 에이쇼 11년(1514년), 요시하루는 하리마로 내려가, 아카마쓰 요시무라(赤松義村)의 비호를 받으며 양육되었다.
다이에이 원년(1521년) 3월 7일, 쇼군 요시타네가 간레이 호소카와 다카쿠니(細川高国)와 대립하여 교토에서 출분하여 같은 달 22일에 열린 고카시와바라 천황의 즉위식에 쇼군이 출사하지 못하고 다카쿠니가 경호를 맡아 처리하였다. 이에 다카쿠니는 천황의 신임을 잃은 요시타네의 축출을 결의하고, 요시하루를 쇼군으로 옹립하기로 결정하였다. 7월 6일, 다카쿠니는 요시하루를 데리고 상락하자 조정은 다카쿠니의 판단을 받아들여, 11월 25일에 요시하루를 일단 우마노스케에 서임하였다. 그 뒤 12월 24일에는 요시하루는 관례를 올리고, 12월 25일에는 제 12대 쇼군직에 취임하였다.

### 오미 막부
다이에이 6년(1526년), 다카쿠니가 가신 고자이 모토모리(香西元盛)를 살해한 것을 계기로 호소카와 가문(細川氏)의 내분이 일어났다. 호소카와 하루모토(細川晴元)가 아와의 유력 고쿠진 미요시 모토나가(三好元長)의 원조를 받아 요시하루의 동생 아시카가 요시쓰나(足利義維)를 사카이 구보(堺公方)로 옹립하고 다카쿠니와 대립하였다. 모토모리의 살해로 인해 여러 가신이 다카쿠니에게서 이반하여, 하루모토는 다이에이 7년(1527년)에 가쓰라가와라 전투(桂川原の戦い)에서 다카쿠니를 격파하고 미요시 모토나가와 함께 교토에 입성하였다. 요시하루는 다카쿠니와 함께 오미로 도망쳤다.
교로쿠 원년(1528년)에는 구쓰키 다네쓰나(朽木稙綱)를 의지하여 구쓰키에 머무르며, 와카사의 다케다 모토미쓰(武田元光)의 군사력을 배경으로 미요시 모토나가가 옹립한 아시카가 요시쓰나와 대립하였다. 그러나 교로쿠 4년(1531년), 다카쿠니는 나카지마 전투(中嶋の戦い)에서 패하여 자결하였다.
전투가 끝나자, 이번에는 호소카와 하루모토와 미요시 모토나가 사이에 알력이 발생하였다. 그리하여 덴분 원년(1532년)에 하루모토가 모토나가를 격파하고 자결로 몰아넣은 뒤, 요시하루는 교토에서 오미의 간논지 성(観音寺城) 근교의 구와노미데라(桑実寺) 경내로 약 3년간 막부를 옮겼다. 이는 구쓰키 때와는 다르게 쇼군의 근신인 호코슈(奉行衆) 등도 모두 데리고 간 본격적인 막부의 이전이었다.
덴분 3년(1534년)에는 롯카쿠 사다요리(六角定頼)·요시카타(義賢) 부자의 후원을 받아 하루모토와 화해하고 교토로 돌아왔다. 그러나, 그 뒤에도 하루모토와 계속 대립하여 덴분 10년(1541년)에는 오미 사카모토(坂本)로 도망가고, 이듬해 교토로 귀환하고, 또 그 이듬해(1543년)에는 오미로 다시 도망치는 등 몇번이나 도망과 귀경을 반복하였다.

### 쇼군직 양도와 죽음
덴분 16년(1547년), 요시하루는 호소카와 하루모토와 대립하였으나 패배하고, 오미 사카모토로 피난하였다. 이 때 적남 아시카가 요시테루(足利義輝)에게 쇼군직을 물려주고, 이후에는 어린 요시테루의 후견인으로 물러났다. 그 뒤, 하루모토와 화해하고 요시테루와 함께 교토로 돌아갔으나, 덴분 18년(1549년)에는 하루모토와 하루모토의 중신 미요시 나가요시(三好長慶)가 대립하게 되었다. 여기서 하루모토가 패하자(에구치 전투(江口の戦い)), 요시하루는 요시테루와 함께 오미 구쓰키로 피신하였다.
덴분 19년(1550년) 5월 4일, 오미 아노(穴太, 현 사가현 오쓰시 아노)에서 사망하였다. 향년 40세.
쇼군으로서 요시하루는 측근집단을 재편성하여 정권 중추에 두는 것으로 쇼군 친정권의 강화를 꾀하고, 제 3대 쇼군 아시카가 요시미쓰 이래 지속되어온 히노 가문(日野家)과의 혼인 관계를 청산하고 조정의 명문가 고노에 가문(近衛家) 출신을 정실로 맞이하여 조정과의 관계 강화를 꾀하는 등, 쇼군의 권위 회복에 힘썼으나, 호소카와 가문의 내분으로 발발한 대규모의 쟁란으로 좌절되고 말았다.

## 요시하루의헨키(偏諱)를 받은 사람
※ 주요한 인물만 소개한다.
- 잇시키 하루토모(一色晴具)
- 아카마쓰 하루마사(赤松晴政)
- 호소카와 하루모토(細川晴元)
- 호소카와 하루쿠니(細川晴国)
- 아시카가 하루우지(足利晴氏)
- 아마고 하루히사(尼子晴久)
- 이토 요시스케(伊東義祐)
- 기쿠테이 하루스에(菊亭晴季)
- 오토모 요시아키(大友義鑑)
- 오토모 요시시게(大友義鎮, 오토모 소린)
- 기타바타케 하루토모(北畠晴具)
- 고노에 하루쓰구(近衛晴嗣, 고노에 사키히사)
- 다케다 요시무네(武田義統)
- 다케다 하루노부(武田晴信, 다케다 신겐)
- 다테 하루무네(伊達晴宗)
- 나가오 하루카게(長尾晴景)
- 난부 하루마사(南部晴政)
- 미쓰부치 하루카즈(三淵晴員)
- 구쓰기 하루쓰나(朽木晴綱)
- 소 요시치카